# Dominique Brieussel
Dominique Brieussel (né le 7 octobre 1962 à Enghien-les-Bains) est un cavalier et entraîneur de dressage équestre. Il a été champion de France de la discipline en 1994, 1995 et 1996, avec la jument Akasie. Il participe à la médaille de bronze obtenue par l'équipe de France de dressage aux championnats d'Europe en 1995,. Sa dernière compétition disputée avec Akasie est le CDI de Saumur en 1999.
Il exerce le métier de professeur d'équitation. Il est marié à Stéphanie Brieussel, également cavalière de dressage de haut niveau.